# Genis-Vell
Genis-Vell es un superhéroe convertido en supervillano que aparece en los cómics estadounidenses publicados por Marvel Comics. Creado por Ron Marz y Ron Lim, el personaje apareció por primera vez en Silver Surfer vol. 3 Anual #6 (1993).Genis-Vell es hijo del superhéroe Mar-Vell y hermano de la superheroína Phyla-Vell.El personaje también ha sido conocido como Legacy, Capitán Marvel y Fotón en varios puntos de su historia.

## Historial de publicaciones
Genis-Vell apareció por primera vez en Silver Surfer vol. 3 Anual # 6 (1993) con el nombre en clave de "Legacy". Aparece en varios títulos de Marvel en 1994 y 1995, principalmente Silver Surfer y la miniserie Cosmic Powers. Protagonizó Capitán Marvel vol. 3 por el escritor Fabian Nicieza y el artista Ed Benes con una fecha de publicación inicial de diciembre de 1995. La serie fue cancelada abruptamente después de sólo seis números; Nicieza resumió más tarde los números no publicados # 7-12 en un número de relleno (# 14) de la próxima serie de Captain Marvel (vol. 4) en 2000. 
Legacy apareció en Avengers Unplugged # 5 (junio de 1996). Después de una sola aparición en Silver Surfer más tarde ese año, Genis-Vell no aparecería por otros dos años, cuando fue incluido en un nuevo título de Warlock por cuatro números. Una aparición en la miniserie Avengers Forever llevó a una segunda serie de Captain Marvel con Genis-Vell debutando a fines de 1999. La serie duraría 35 números, hasta octubre de 2002.
En 2002, Marvel lanzó la campaña U-Decide en un intento por impulsar las ventas de varios cómics. Captain Marvel fue cancelada, con una nueva serie relanzada con un nuevo número de debut, con Peter David, continuando como escritor, llevando la historia del libro en una nueva dirección. Capitán Marvel vol. 5 se canceló con el número 25 en 2004 debido a las bajas ventas.
Genis-Vell se unió a los Thunderbolts en el número 82 y fue asesinado por el Barón Helmut Zemo en el número 100 (mayo de 2006).

## Biografía ficticia

### Nacimiento y vida temprana
Tras la muerte de Mar-Vell (Capitán Marvel), su amante Elysius decide tener un hijo. Como uno de los Eternos que vive en Titán, usa la tecnología avanzada de su raza para impregnarse con algo del material genético de Mar-Vell. Elysius busca proteger a su nuevo hijo, Genis-Vell, de los poderosos enemigos de Mar-Vell llevándolo a un planeta lejano. Allí, ella lo envejece artificialmente e implanta recuerdos falsos en su cerebro, haciéndole creer que tuvo una infancia natural y que es el hijo de Starfox.
Elysius, como su hijo, fue creado artificialmente. Elysius fue creado por la computadora Titan ISAAC que había sido corrompida por Thanos.

### Siempre Vengadores (La Guerra del Destino)
Cuando la Fuerza del Destino resurge en Rick Jones por segunda vez (la primera vez que ocurre durante La Guerra Kree-Skrull), desencadena un conflicto de duración conocida como la Guerra del Destino. Se reúne una variopinta tripulación de Vengadores. Entre ellos se encuentra una versión futura de Genis, ahora conocida como Capitana Marvel, que finalmente se reveló que fue seleccionada debido al papel que jugaría su interacción con Rick Jones en la configuración del resultado final de la historia. En el clímax de la Guerra del Destino y con la vida de Rick Jones en peligro, Genis recrea la conexión de Nega-Banda con Rick para salvarlo. Después de la guerra, Rick regresa al día actual y los Genis del presente se encuentran vinculados involuntariamente con Jones, un proceso que desencadena su latente Conciencia Cósmica.

### Vinculado
Rick y Genis pasan un tiempo considerable de aventuras juntos, en un arreglo que recuerda un poco al que existía entre el padre de Genis, Mar-Vell, y Rick años antes. Durante su tiempo juntos, Mar-Vell y Rick intercambiaron lugares entre el universo regular y la Zona negativa y pudieron escuchar los pensamientos del otro sin ayuda. 
Genis-Vell y Rick, sin embargo, alternan entre el Microverso y el Universo Marvel normal y no solo pueden escuchar los pensamientos del otro sin ayuda, sino que también pueden verse en superficies reflectantes o como visiones fantasmales rojas.
Mientras que Mar-Vell y Rick formaron una fuerte amistad durante su tiempo juntos, Genis-Vell y Rick tienen muchas más dificultades para llevarse bien. La perspectiva alienígena (e inmadura) de Genis lo hace insondable para las sensibilidades de compinche hastiado de Rick. Su capacidad para ver y escuchar lo que el otro está experimentando conduce a situaciones incómodas con la esposa de Rick, Marlo Chandler, y las muchas parejas amorosas de Genis. Sin embargo, con el tiempo se convierten en buenos amigos.

### Locura
La incapacidad de Genis para controlar su Conciencia Cósmica resulta en locura. Después de una serie de aventuras irracionales, Genis destruye el multiverso a instancias de Entropy y Epiphany. El multiverso se recrea con un efecto Last Thursdayism sobre la población del universo, aunque con varias alteraciones. Nadie recuerda la locura de Genis, y tiene una hermana adulta llamada Phyla-Vell. Aunque jura hacer el bien en todo el universo, una alucinación de Epiphany le dice que todavía está loco.
Genis instala una oficina para sus actividades de superhéroe en Hyperion. Phyla llega para burlarse de sus esfuerzos, pero son interrumpidos cuando una futura versión de Marlo los ataca. Genis viaja a través del tiempo para descubrir por qué Marlo se convirtió en una villana y, con suerte, evitarlo. Genis se entera de que su hijo Ely-Vell (que aún no ha nacido en la línea de tiempo de Genis) es malvado y planea usar tanto a Marlo como a Genis para desencadenar un evento de extinción casi universal. Incapaz de vencer a su hijo en la batalla, Genis derrota a Ely eligiendo matarlo cuando era un bebé (un evento que aún está en su futuro), pero frente a su hijo pequeño, decide simplemente no tener hijos. Al tomar la decisión, su hijo adulto se desvanece. Genis regresa al presente, sufriendo una gran angustia por su elección.
Genis fue separado de Rick por la entidad cósmica Expediency.

### Fotón y los Nuevos Thunderbolts
Genis viaja a la Tierra y se une al nuevo equipo de Thunderbolts de MACH-IV. Durante este tiempo, se interesa por Songbird. Las manipulaciones del Hombre Púrpura hacen que Atlas ataque a Genis con rabia, aparentemente matándolo y arrojando su cuerpo al Río Hudson. Aunque Genis se habría recuperado por su cuenta, el ex-Thunderbolt Barón Zemo usa un par de moonstones extraterrestres para formar un capullo de energía, alimentándolo desde el principio y el final del universo para acelerar su recuperación. Cuando emerge, ha absorbido las Nega-Bandas en su cuerpo.
La subsecuente adopción de Genis del nombre "Fotón" lo lleva a pelear con Monica Rambeau, quien también se había llamado a sí misma "Fotón" y "Capitana Marvel". Al final, Genis puede usar el nombre "Fotón" y Monica decide usar el nombre en clave "Pulsar".
Sin embargo, Zemo se da cuenta de que su error de desviar energía desde el principio y el final de los tiempos creó un vínculo entre Genis y el universo que amenaza con acabar con la existencia. Zemo explora todas las líneas de tiempo futuras con las piedras lunares, pero no encuentra una manera de salvar tanto a Genis como al universo: en todas las líneas de tiempo futuras posibles, Genis destruye el universo. Genis es consciente de esto, pero sigue tratando de sintonizar su conciencia cósmica para encontrar una manera de evitar que esto suceda. Finalmente, en una pelea con Zemo, Genis es derrotado. Zemo atrapa a Genis en un momento en el tiempo. Luego usa una combinación de los poderes Fuerza oscura de Blackout y los moonstones para separar a Genis en piezas individuales, atrapándolos en partes separadas y lejanas de la Dimensión Fuerza oscura para que no puedan reunirse.

## Poderes y habilidades
Debido a su madre Titaniana Eterna, Genis es mucho más poderoso que su padre, aunque todavía necesita las Nega-Bandas para hacer un uso completo de sus habilidades. Pudo derrotar de un solo tiro a uno de los dos Gigantes Tormenta originales, pocos golpes de los cuales habrían destruido la totalidad de Asgard, en una pelea que habría cobrado la vida de muchos, si no todos los asgardianos, incluido el Rey Thor, un encarnación más poderosa de Thor con los poderes de Odin. Sus poderes también aumentaron aún más cuando se fusionó con su yo futuro, lo que le otorgó la capacidad de matar a todas las tropas de la coalición Shi'ar / Kree / Skrull presentes en la galaxia con un simple pensamiento, manipulando la energía eléctrica en sus mentes. Es capaz de manipular, proyectar y absorber formas de energía como la mágica, eléctrica, fotónica y atómica, pero se desconoce el alcance total de sus poderes. Su proyección de energía es tan vasta que fue capaz de matar a una encarnación multiversal de la entidad cósmica Eternidad (ser que abarca todos los universos posibles), destruyendo toda la creación. Incluso pudo ayudar al hijo de Eternity, Entropy, a reiniciar el multiverso.
Inicialmente, solo usa las Nega-Bandas para el vuelo, el sifón de energía, las explosiones de energía y el transporte hacia y desde la Zona negativa. También puede aumentar su fuerza más allá de las 15 toneladas hasta el punto en que pudo lastimar al Maestro Hulk, Rey Hyperion o Drax el Destructor e igualar físicamente a Sentry. Después de vincularse con Rick, se activa su Conciencia Cósmica multiversal latente, heredada de su padre. Su vínculo a otra dimensión se redirige de la Zona negativa al Microverso. En el cómic New Thunderbolts # 6 se revela que puede revivir de la muerte. También pudo darle a Punisher una idea de su futuro, lo que a su vez hizo llorar a Castle, y ayudó al Rey Thor a descubrir la verdad sobre la relación de los Asgardianos y los Gigantes de Hielo, haciéndolo descubrir las mentiras esparcidas por Odín. Más tarde se revela que puede existir en el pasado, presente y futuro de múltiples realidades al mismo tiempo, esto le permite abrir portales a diferentes líneas de tiempo.
Originalmente, puede enfocar su conciencia cósmica, lo que le permite darse cuenta exactamente de lo que necesita saber en un momento determinado. Sin embargo, cuando sus poderes crecieron, se volvió loco por el vasto alcance de su conciencia, a pesar de esto, era un telépata de nivel omniversal. Mientras está loco, regresa de entre los muertos, resucita a Rick Jones de entre los muertos, controla otros cadáveres, crea hologramas, da poder a un asesino en serie alienígena y sobrevive a un asalto combinado de múltiples flotas espaciales alienígenas. También ha demostrado ser capaz de manipular el espacio y el tiempo a voluntad, así como crear fisuras en el espacio y el tiempo, convocar versiones pasadas de sí mismo y de los demás, teletransportarse a sí mismo y a los demás y viajar a través del tiempo.
Después de que Zemo lo vincula accidentalmente con otras áreas del tiempo, Genis absorbe las Nega-Bandas.
Durante el tiempo de los eventos de House of M, su conciencia cósmica pudo ver a través de la realidad ficticia creada por Bruja Escarlata, revelando la naturaleza distorsionada de ese universo, y como resultado Genis colapsó inadvertidamente y expandió toda la realidad por un segundo. Más tarde, también se revela que Genis podría bisecar el espacio, dividiendo a todos y todo en un rango de 500 km en lo que es, fue y podría ser. Por su conversación con Atlas, nos enteramos de que habría podido deshacer los eventos de House of M, pero no estaba dispuesto a hacerlo debido a sus inseguridades y su miedo a tomar la decisión equivocada.
El compañero Thunderbolt de Fotón, el Dr. Chen Lu, el Hombre Radiactivo, teoriza que Genis podría controlar los fotones de los que todo está compuesto, lo que implica poderes que alteran la realidad a gran escala.

## En otros medios

### Videojuegos
- Genis-Vell aparece como un personaje exclusivo de PSP en Marvel: Ultimate Alliance con la voz de Roger Rose.[25] Mar-Vell sirve como disfraz alternativo.

### Juguetes
- Toy Biz produjo dos variantes Genis-Vell de la figura de acción Marvel Select Capitán Marvel, una que lo representa con Armadura Kree y la otra con su disfraz de Capitán Marvel.
- Bowen Designs produjo una estatua de tamaño completo de Genis-Vell (como Capitán Marvel): esculpida y diseñada por los hermanos Kucharek en diciembre de 2007 limitada a 500 piezas (exclusivo del sitio web) y un mini busto: esculpido por Randy Bowen en julio de 2002 limitado a 3500 piezas. Prototipo pintado por John A Ficchi.
- Héroe de la Guerra del Caos Clix[26]

## Ediciones recopiladas
Varias de las series que presentan al Capitán Marvel se han recopilado en libros de bolsillo comerciales:
- Captain Marvel: First Contact (collects Captain Marvel (vol. 3) #0-6, 160 páginas, Agosto 2001, ISBN 0-7851-0791-6)
- Captain Marvel (vol. 4):
  - Nothing to Lose (collects #1-6, 136 páginas, Junio 2003, ISBN 0-7851-1104-2)
  - Coven (collects #7-12, 136 páginas, Octubre 2003, ISBN 0-7851-1306-1)
  - Crazy Like a Fox #13-18, 136 páginas, Mayo 2004, ISBN 0-7851-1340-1)
  - Odyssey (collects #19-25, 160 páginas, Noviembre 2004, ISBN 0-7851-1530-7)